# 中壢仁海宮
24°57′45″N 121°13′40″E / 24.962536°N 121.227800°E
中壢仁海宮，是位於臺灣桃園市中壢區新街里的媽祖廟，1826年建廟，原為觀音亭。1867年將主神改為媽祖。其媽祖稱為「中壢媽」，與平鎮褒忠祠共領中壢、平鎮和楊梅十三庄祭祀圈，屬於北港媽祖信仰輻射分香。

## 歷史沿革
客家人因閩粵械鬥後轉入中壢街東搭建草屋，當時地方士紳與十三庄鄉民為感謝觀音庇佑終止械鬥，於道光六年（1826年）搭建觀音亭，道光八年（1828年）自北港媽祖廟分香請來媽祖。廟方主祀的媽祖，被稱為「中壢媽」。同治三年（1864年）續建後殿，同治九年（1870年）修建完成。重建完成後正式命為仁海宮。1890年、及1926年再度重修，大殿兩側石柱所雕刻出自石匠蔣玉昆之手。
戰後時期位地址為延平路198號，屬新街里。由於位處新街，又有「新街廟」之稱。1962年二進改建完成。立廟以來經多次改建和增建，但無區分內外的牌樓。1963年報導，廟方計畫以新臺幣兩百餘萬，將廟身從兩進改為三進，第一進提高為拜庭。1964年進行重建，1967年10月間興建完成。三進二樓為元辰殿，奉祀斗姥元君。六十位太歲星君奉祀於兩側。
仁海宮對面廣場面積上千平方公尺，屬中壢平鎮都市擴大修正計劃公共設施用地。1989年，中壢市公所列入第一期公共設施保留地並申請徵收，於當年4月14日由縣府發函公告徵收且依法完成產權登記在案。1995年5月初，廟方宮董事長及董事們提出陳情，指稱歷年各項祭典均使用廣場用地，尚未徵收前自行管理無攤販及髒亂，徵收後卻問題叢生。6月22日，縣長劉邦友前往市公所與相關人士協調，基於減少民怨、節省公帑考量，決定由縣府依法處理，同意撤銷該項徵收。
2008年，廟方趁中壢市公所改建廟前廣場之際，商議由仁海宮興建牌樓，再捐贈中壢市公所，獲得市長葉步樑首肯，2009年4月18日舉行牌樓捐贈儀式。2017年因廟頂水泥年久脫落，廟方斥資4千餘萬進行翻修工程，並整修廟門口前，以臺灣產的觀音石替換紅寶大理石，讓整體廟宇形象更具一致，屋頂則用剪黏、交趾陶裝飾，預計2019年完工。
2019年時值建宮193週年慶，舉辦由江敏吉捐贈的沉香媽祖而新建「沉香媽祖殿」。該殿也恭奉藥師如來佛、遼寧老玉興理石公司董事長趙書通捐贈的岫玉媽祖。

## 祭祀活動

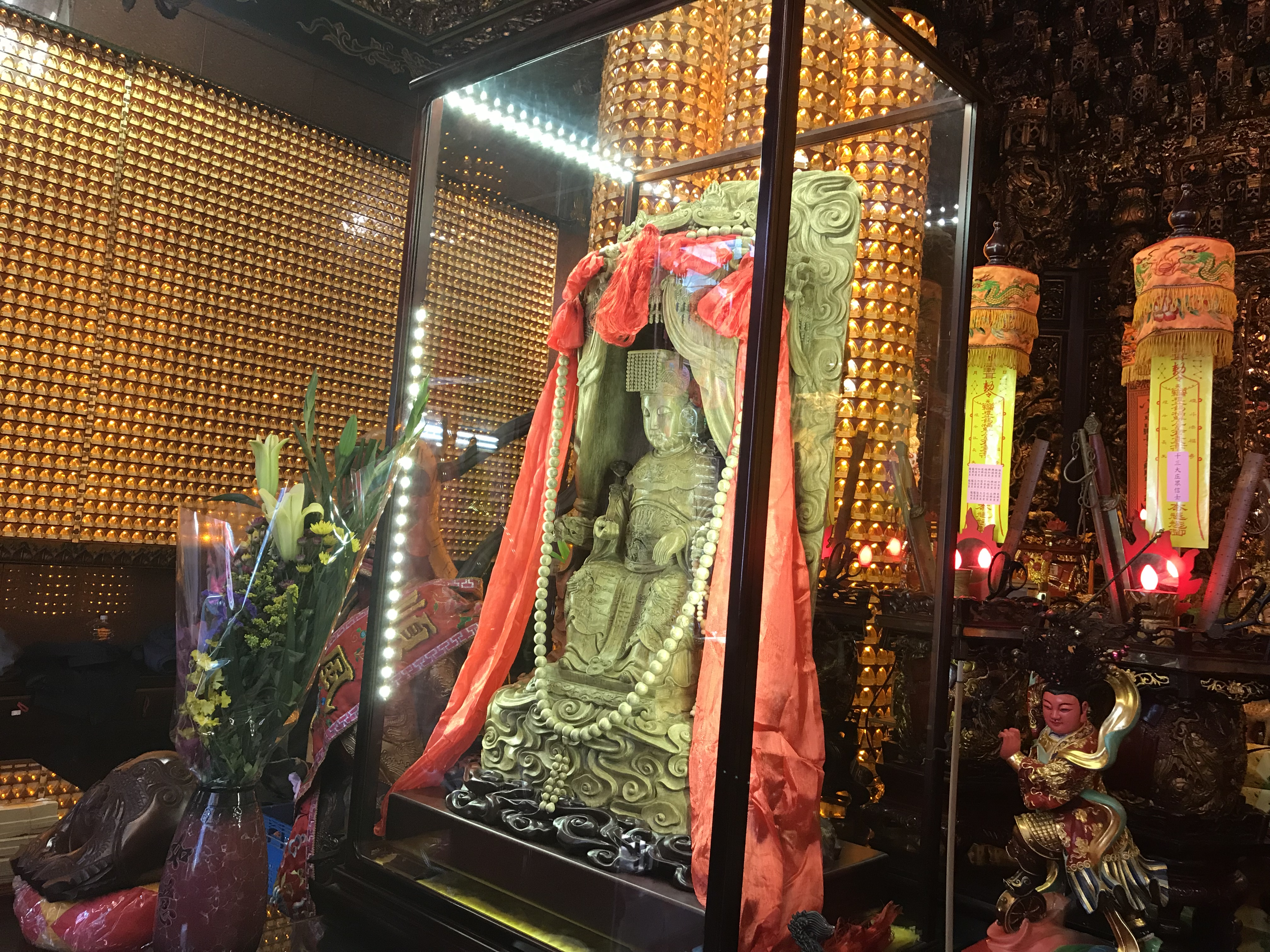
此尊媽祖像用沉香木彫刻而成，重57公斤、高109公分、寬65公分，為李鳳強工作團隊作品，由江敏吉贈送。

中壢仁海宮是以七月廿日為中元普渡祭祀，但過去慣例為七月廿三。此媽祖廟與平鎮褒忠祠這兩廟的祭祀圈共同為中壢、平鎮和楊梅十三街庄。祭祀圈並劃分成七組，每年輪值。如2000年中元普渡：平鎮的復旦、廣達、廣興、雙連、高雙、宋屋、義民、廣仁、義興九里輪值仁海宮祭祀；楊梅的高榮、高山、青山、新榮四里輪值褒忠祠祭祀。
農曆八月十四日時，平鎮廣隆宮執事人員會來此請神，邀請看次日的平安戲。
1987年，為紀念媽祖成道一千年，北港朝天宮媽祖展開環島繞境，在10月8日從楊梅南郊沿縱貫公路進入桃園縣，當晚夜宿中壢仁海宮，次日由桃園慈護宮接鑾並引導繞境。桃園慈護宮也和中壢仁海宮同月30日共同主辦慶祝遊行，分別負責北桃園與南桃園，全縣各地媽祖廟協辦。2000年報導時廟方董事長宋盛興表示，由於農曆三月二十三媽祖生，大批信眾擁入，造成附近交通壅擠，近年來都提前二、三天舉行。

## 中壢舍營所
乙未戰爭，1895年7月30日，日本近衛師團師團長陸軍中將北白川宮能久親王夜宿此廟後殿，以該廟兩扇大門架於其行軍床上充作床板。廟因曾作能久親王的舍營所，被指定為史蹟，並在廟前廣場立碑紀念。皇民化運動時，此廟保存無恙。戰後，紀念碑被毀。至於能久親王睡過的門板，原一直置放宮後一角，以布繩圍住。1961年，日本仁海宮國際關係責任調查團參訪時，獲得該宮委員同意，將門板運至靖國神社寶物館。1983年，能久親王後人北白川道久來函感謝該廟好意承讓。

## 外部連結
- 官方网站
- 中壢仁海宮的Facebook專頁